# Dora Serrano
Teodora "Dora" Serrano (Cedillo del Condado, Toledo, 17 de diciembre de 1916 - Pamplona, 1 de noviembre de 2013) fue política y sindicalista española. Militó en el PCE y vivió la mayor parte de su vida en Pamplona tras emigrar desde Madrid a finales de los años 30. En Navarra fue detenida por su militancia antifranquista. Fue sometida a consejo de guerra en 1944 y encarcelada. Tras la legalización del PCE en 1977 retomó su militancia política y sindical, formando parte de la Federación de Jubilados de Comisiones Obreras.

## Trayectoria
Teodora Serrano Serrano nació en Cedillo del Condado, Toledo, en 1916. Tras el golpe militar en España en julio de 1936 y huyendo del avance de las tropas rebeldes, la familia se trasladó a Madrid. Durante unos años Dora trabajó en la Subsecretaría de Armamento de la República. En esa época también se afilió al PCE y participó en diversas organizaciones de izquierda. Fue detenida al terminar la guerra y encarcelada en la prisión de Ventas.
Al salir de la prisión se trasladó a Navarra con parte de su familia donde siguió militando en células antifranquistas. El 23 de agosto de 1943 fue de nuevo detenida junto a sus compañeros de militancia. Ella fue condenada a seis años de prisión. Pasó de nuevo por la cárcel de Ventas aunque cumplió la mayor parte de la condena en la cárcel de mujeres de Amorebieta Tras su salida de prisión vivió unos años de supervivencia por dificultades económicas familiares agravadas por el fallecimiento de su marido en 1961 debido a las secuelas por las enfermedades pulmonares mal curadas durante su estancia en prisión. Dora tuvo que criar sola a sus hijos mientras trabajaba en el mercado del Nuevo Ensanche de Pamplona.
Tras la muerte de Franco y la legalización del PCE volvió a la militancia activa llegando a ser parte de la candidatura del partido al Ayuntamiento de Pamplona en las elecciones de 1979. También formó parte de la Federación de Jubilados de Comisiones Obreras. Falleció en 2013 en Pamplona con 96 años.

## Reconocimientos
Tras su fallecimiento surgieron propuestas para que Serrano tuviera una calle en Pamplona. Finalmente se nombró la calle en el desarrollo de Chantrea diez años después de su fallecimiento.